# 本特格拉本河
52°1′56″N 8°43′58″E / 52.03222°N 8.73278°E

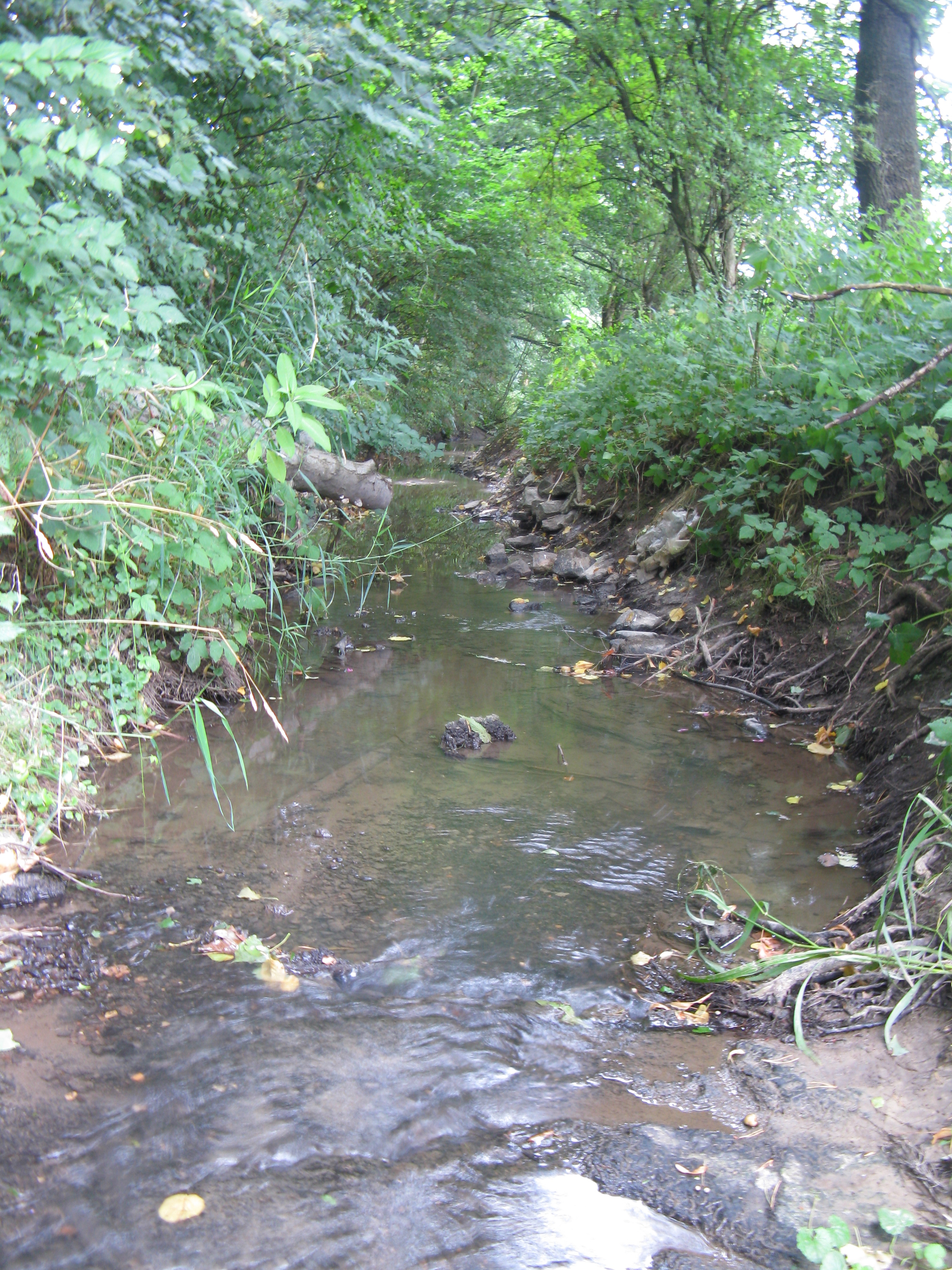
本特格拉本河

本特格拉本河（德語：Bentgraben），是德國的河流，位於該國西部，處於北萊茵-威斯特法倫州，屬於韋勒河的左支流，河道全長4.2公里，流域面積6.4平方公里。